# 木坂站
木坂站（日语：／ Kisaka eki */?）是位於廣島縣山縣郡加計町（現時：安藝太田町）下筒賀，西日本旅客鐵道（JR西日本）可部線的鐵路車站（廢站）。

## 歷史
- 1969年（昭和44年）7月27日：國鐵可部線 加計站至三段峽站之間開通，此站啟用，當時為客運車站和無人車站[1][2]。
- 1987年（昭和62年）4月1日：伴隨國鐵分割民營化，車站由西日本旅客鐵道（JR西日本）營運[1]。
- 2003年（平成15年）12月1日：車站廢除。

### 站名的由來
車站名稱取自附近的小字。

## 車站構造

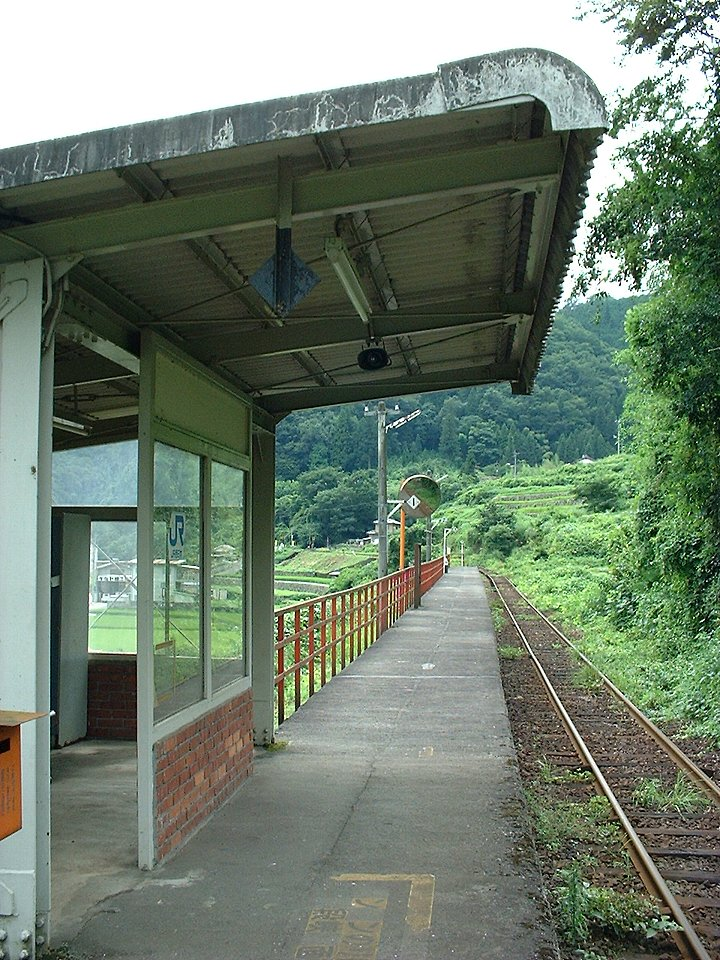
月台（2003年8月）

此站是地面車站，設有1面1線的單式月台。此站為一座無人車站，沒有站舍。由於車站建設路堤之上，因此車站出入口是一段82級的石級。在路軌南邊設有月台，月台上設有候車室。在候車室的後方牆外上寫了（木板站的平假名）。

## 車站周邊
車站南邊設有國道186號（國道191號、國道434號重疊區間），在國道186號南邊設有太田川。
- 廣電巴士（日语：広電バス）、加計交通（日语：加計交通）、三段峽交通（日语：三段峡交通）、綜合企劃公司（日语：総合企画コーポレーション）「木坂」巴士站
  - 高速巴士新廣濱線（日语：新広浜線）停靠此站。

## 現狀
月台和候車室還存在。

## 相鄰車站
西日本旅客鐵道（JR西日本）
可部線
加計－木坂－殿賀

## 注腳
1. 1 2 3  石野哲（編）.  初版. JTB. 1998-10-01: 282. ISBN 978-4-533-02980-6 （日语）.
2. 1 2  . 交通新聞 (交通協力会). 1969-07-16: 1 （日语）.

## 相關項目
- 日本鐵路車站列表 Ki